# 常盤站 (山口縣)
常盤站（日语：／ Tokiwa eki */?）是位於山口縣宇部市大字西岐波字大澤1393番，西日本旅客鐵道（JR西日本）的宇部線車站。

## 歷史
- 1925年（大正14年）6月1日 - 宇部鐵道（日语：宇部鉄道）床波站至草江站之間開設此停留場。
  - 當時車站地址為山口縣吉敷郡西岐波村（日语：西岐波村）大澤。
- 1943年（昭和18年）
  - 5月1日 - 宇部鐵道被國有化。同時此停留場升級至車站，成為國有鐵道宇部東線車站。
  - 11月1日 - 西岐波村編入至宇部市，車站地址變為山口縣宇部市大字西岐波（日语：西岐波）字大澤。
- 1948年（昭和23年）2月1日 - 宇部東線改名為宇部線，此站成為宇部線車站。
- 1987年（昭和62年）4月1日 - 伴隨國鐵分割民營化，車站由西日本旅客鐵道（JR西日本）營運。

## 車站構造
車站是一座地面車站，設有1面1線的單式月台。往宇部新川方向的列車會開啟右邊車門。車站大樓位於月台靠近宇部新川一方。此站曾經是簡易委託車站，但是在2008年尾停業中，現時為無人車站狀態。重開時間未定。此站沒有POS終端。此站是由山口地域鐵道部管理。

## 車站周邊
車站靠近海邊，從月台可看見海。由於車站鄰近山口宇部機場的跑道，因此當飛機起飛或降落時會有很大的噪音。曾經此站對出設有鍋島，在該機場進行擴展工程後，該島消失了。
- 常盤公園（日语：常盤公園 (宇部市)）
- 山口宇部道路（日语：山口宇部道路）宇部南交匯處（日语：宇部南インターチェンジ）
- 國道190號（日语：国道190号）
- 山口縣道220號宇部機場線（日语：山口県道220号宇部空港線）
- 常盤海灘
- 宇部市立常盤小學（日语：宇部市立常盤小学校）

## 使用狀況
以下為近年使用人次：
| 乘車人次變化 | 乘車人次變化 |
| 年度         | 1日平均人次  |
| ------------ | ------------ |
| 1999         | 129          |
| 2000         | 127          |
| 2001         | 137          |
| 2002         | 125          |
| 2003         | 121          |
| 2004         | 107          |
| 2005         | 112          |
| 2006         | 111          |
| 2007         | 122          |
| 2008         | 115          |
| 2009         | 119          |
| 2010         | 123          |
| 2011         | 137          |
| 2012         | 128          |
| 2013         | 121          |
| 2014         | 120          |
| 2015         | 128          |
| 2016         | 132          |
| 2017         | 130          |
| 2018         | 128          |

## 相鄰車站
西日本旅客鐵道（JR西日本）
■宇部線
床波－常盤－草江

## 注腳
1. ↑  山口縣統計年鑑

## 外部連結
- 常盤｜車站資訊：JR出門網 - 西日本旅客鐵道（日語）